# Stilbospora proteae
Stilbospora proteae är en svampart som beskrevs av Joanne E. Taylor & Crous 2000. Stilbospora proteae ingår i släktet Stilbospora, divisionen sporsäcksvampar och riket svampar.   Inga underarter finns listade i Catalogue of Life.